# Lavey-Morcles
Lavey-Morcles é uma comuna da Suíça, situada no distrito de Aigle, no cantão de Vaud. Tem 14,18 km² de área e sua população em 2018 foi estimada em 946 habitantes.